# ベルタ・フォン・シュヴァーベン

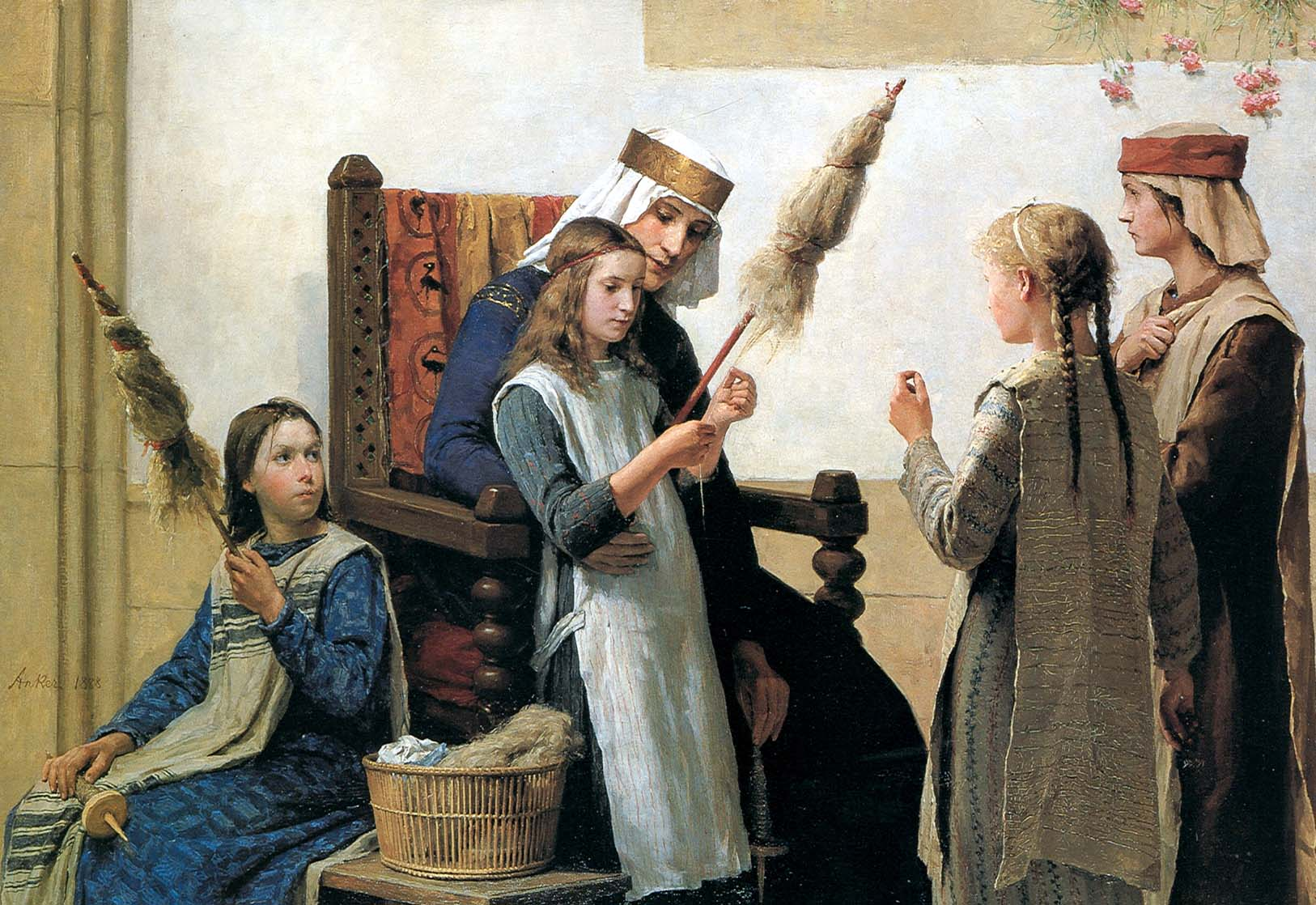
王妃ベルタと糸くり（1888年画）

ベルタ・フォン・シュヴァーベン（ドイツ語：Berta von Schwaben, 907年ごろ - 966年1月2日以降）は、ブルグント王ルドルフ2世の妃、のちにイタリア王ユーグ・ダルルの妃。

## 生涯
ベルタはシュヴァーベン公ブルヒャルト2世とレゲリンダの娘である。922年、ベルタはヴェルフ家のブルグント王ルドルフ2世と結婚した。ルドルフ2世は隣接したシュヴァーベンのトゥールガウに度々進軍していたが、この結婚は和解のしるしとしての意味があった。ベルタは夫ルドルフ2世とともに、アムソルディンゲンの教会を創建した。
ルドルフ2世は937年に死去し、同年12月12日にベルタは現在のコロンビエにおいてイタリア王ユーグ・ダルルと再婚した。この結婚は幸福なものではなかった。ユーグは947年に死去し、ベルタはブルグントに戻った。
950年から960年の間に、ベルタはパイェルヌ修道院を創建し、ベルタはこの修道院に埋葬された。今日までスイスのロマンディ地方の主にヴォーにおいて、ベルタは「良き王妃ベルタ」（La reine Berthe）としてあがめられており、ベルタの人生に関する神話や伝説ができあがった。

## 子女
ベルタは最初の夫ルドルフ2世との間に以下の子女をもうけた。
- コンラート（925年頃 - 993年） - ブルグント王（937年 - 993年）[1]
- ルドルフ
- ブルヒャルト1世（923年 - 957年頃） - リヨン大司教
- アーデルハイト（931/932年 - 999年） - イタリア王ロターリオ2世と結婚、のち皇帝オットー1世と結婚[3]。